# Pila Javořice
Pila Javořice se nachází na východním okraji vesnice Ptenský Dvorek na Prostějovsku, na trati Třebovice v Čechách – Chornice – Prostějov/Velké Opatovice.

## Historie

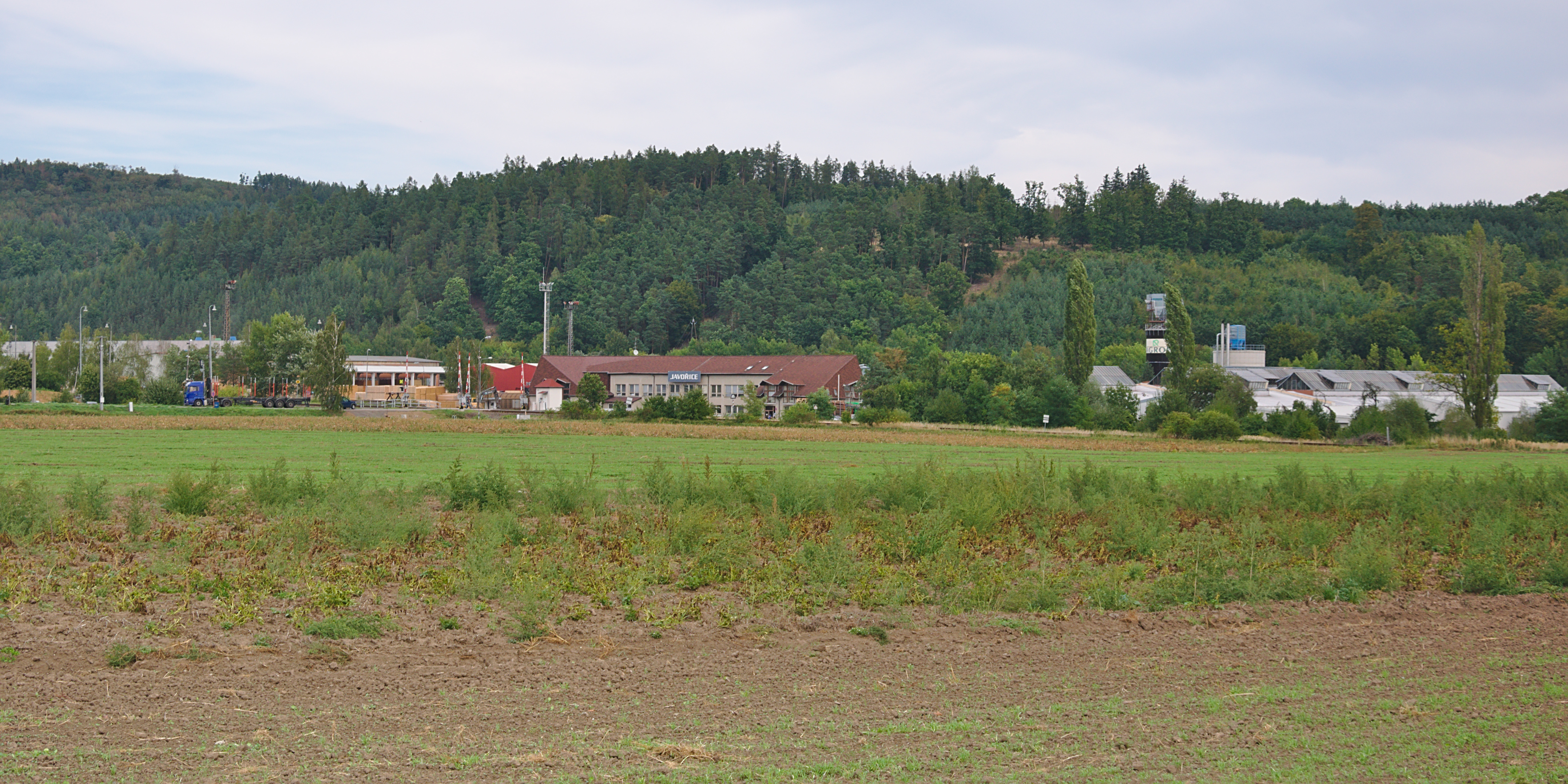
Pila Javořice

Současná pila naproti nádraží vznikla v roce 1984 jako pobočný závod Jihomoravských dřevařských závodů v Brně. Po několika reorganizacích se areál stal sídlem Pily Javořice.
Mezi lety 2007–2010 se společnost potýkala s nedostatkem dřevní hmoty, ale i s poklesem odbytu. Zhruba polovina produkce se exportuje (USA, Čína, Afrika). Během kůrovcové kalamity (2017–2020) pila zpracovávala i 350 000 kubíků dřeva ročně.

### Majoritní vlastníci
- 1992–1996 Lesy ČR
- 1996–1997 Javořice a.s., Nová Říše
- 1997–2004 Jihomoravské lesy a.s., Brno
- 2004–2010 CE WOOD Zlín / Pyrghos Lefkos
- 2010–… Pyrghos Lefkos (Bourke Trust) / Hanácká sladovna invest